# Небојша Максимовић (пијаниста)
Небојша Максимовић (Београд, 1979) је српски пијаниста и музички педагог. Доцент на Факултету музичке уметности у Београду, на којем је 2009. године одбранио први уметнички докторат на тој институцији. Осим класичном, Небојша се бави и рок музиком и као клавијатуриста наступа у неколико рок бендова.

## Биографија
Небојша Максимовић почео је да свира клавир са само две године. Већ са четири године примљен је у Музичку школу „Јосип Славенски”, у класу професорке Гордане Јовановић. Средњу музичку школу „Стеван Мокрањац” завршио је 1994. године, у класи професорке Олге Јовановић, као најбољи ученик у генерацији. Исте године, са петнаест година, примљен је на Факултет музичке уметности у Београду, у класу професорке Мирјане Шуице-Бабић, где је и дипломирао 1999. године, у класи професорке Невене Поповић, са наградом за најбољи успех из клавира на Факултету музичке уметности у Београду. На истом факултету и у истој класе је и магистрирао, 2004. године, са највишим оценама. Године 2006. магистрирао је и на Академији “Santa Cecilia” у Риму (код професора Серђа Пертикаролија), као стипендиста Владе Републике Италије. Завршио је мајсторске курсеве код еминентних пијаниста и педагога: Лазара Бермана, Ђовани Умберта Батела, Серђа Пертикаролија и Нине Макарове. Октобра 2009. године докторирао је на Факултету музичке уметности у Београду (у класи профеsorke Невене Поповић), одбранивши први уметнички докторат на тој институцији, са радом „Романтичарски пијанизам Владимира Хоровица као основа за креирање личног уметничког пута и извођачког стила”.

## Музичка каријера
Небојша Максимовић јавно наступа од своје четврте године. Одржао је више стотина солистичких реситала и наступао као солиста са оркестрима у свим значајним салама у Србији, Црној Гори, Босни и Херцеговини, Италији и Грчкој. Наступао је и на радију и телевизији, за које је начинио више трајних снимака.
Наступао је на фестивалима као што су “Бемус“, “A tempo“, “Dimitrion” у Солуну, “Opera Barga” и “William Walton” у Италији и многим другим. Његов снимак са солистичког концерта у Великој сали Коларчеве задужбине постао је Хит године на “Топ листи класичне музике Радио Београда 2“ за 2012. годину и Хит недеље у 2014. години, са рекордним бројем гласова у тој емисији. Наступио је на Гала прослави 150. годишњице Београдског Универзитета 2013. године.

### Педагошки рад
Педагошким радом Небојша Максимовић бави се од 2002. године Од 2002. до 2006. био је ангажован као демонстратор на Факултету музичке уметности у Београду. Од 2006. до 2008. године радио је као професор клавира у Музичкој школи “Стеван Мокрањац” у Београду, одакле је прешао на место доцента на Филолошко уметничком факултету у Крагујевцу, где је остао до 2009. године. Од 2009. радио је као наставник на Факултету музичке уметности у Београду, где је 2012. године постављен на место доцента.

### Каријера у рок музици
Небојша Максимовић се, поред класичне, бави и рок музиком. Свира клавијатуре у бројним београдским рок и поп бендовима, компонује, аранжира и продуцира песме. Од 2006 има свој Hard & Heavy рок бенд Witch 1, са којим успешно наступа у београдским клубовима. Године 2013 је са групом Краљевски апартман наступила 2013 као предгрупа на концерту групе Whitesnake у Београду.
Осим у свом бенду Witch 1, Небојша наступа као клавијатуриста и у неколико других рок бендова:
- Snakers – Whitesnake Unplugged Tribute (2012—2013)
- Краљевски апартман (2012—2015)
- Deep Purple Tribute Band (2010—2012)
- Fat Black Sexy Mama - Швајцарска (2008—2009)
- са Иваном Јордан (2007—2011)[1]

## Награде
Током школовања освојио је многобројне значајне награде и признања у земљи и иностранству. Међу њима се издвајају: 
- Прве награде на такмичењима у Београду и у Нишу;
- Две треће награде на међународном такмичењу у Риму (1995. и 1998);
- Специјална прва награда, са максималним бројем бодова, на међународном такмичењу “Петар Коњовић“, у Београду (1997);
- Трећа награда на међународном такмичењу у Атини (1999);
- Прва награда на међународном такмичењу ЕПТА у Београду (2001);
- Награда за Најбољи концерт сезоне у Галерији САНУ у Београду (2002)[1]

## Дискографија
- Witch 1: Witch 1 (ПГП РТС, 2015)[6]
- Небојша Максимовић: Клавирски виртуозитет (ПГП РТС, 2016)[1]

Године 2015, његова извођења су објављена на ЦД издању часописа “Музика класика“. Уз бројне наступе и снимања клавијатура у песмама разних извођача и бендова снимио је по један цео албум са бендовима Fat Black Sexy Mama (Швајцарска) и Краљевски Апартман.